# Omnicom Group
Omnicom Group Inc es un grupo empresarial formado por agencias de publicidad y compañías de comunicación de índole mundial cuyos máximos competidores son WPP, Publicis Groupe e Interpublic (The Interpublic Group of Companies / IPG). Sus intereses afectan a todas y cada una de las facetas de la comunicación: la publicidad, el marketing directo, las relaciones públicas, el patrocinio, los servicios posmárketing, la comunicación interactiva y la compra de espacios de publicidad.

## Historia
La compañía Omnicom Group nació en 1986 de la fusión de las agencias de publicidad BBDO y DDB, como reacción a la creación el año anterior de WPP, un gigante de la publicidad cuyas ambiciones parecían no tener límites en la avenida Madison (la calle de Nueva York donde están concentradas todas las más importantes agencias de publicidad). En 1993, Omnicom Group adquirió la compañía TBWA.
El 28 de julio de 2013 se anunció la fusión de los grupos Publicis y Omnicom Group, una unión que pretendía crear el primer grupo mundial de la comunicación y de la publicidad. El 9 de mayo de 2014, de mutuo acuerdo, ambos grupos anunciaron el fin de las conversaciones y el final del proyecto de fusión.
En noviembre de 2015, Omnicom anunció la adquisición por 270 millones de dólares del Grupo ABC, una agencia de publicidad brasileña.

## Agencias

### Publicidad y medios de comunicación
- Arnell Group
- BBDO
- DDB Worldwide
- Element 79 Partners
- Goodby, Silverstein & Partners
- GSD&M
- Martin/Williams
- Merkley+Partners
- Omnicom Media Direction (OMD)
- PHD
- TBWA
- Total Advertising
- Zimmerman & Partners
- CPM International

### Relaciones públicas
- PLEON
- CONE
- Fleishman-Hillard
- g+ europe
- Karwoski & Courage
- Ketchum
- Porter Novelli International

### Gestión de clientes
- Agency.com
- Alcone Marketing Group
- CPM International
- Daytona
- Direct Partners
- GMR Marketing
- Grizzard Communications Group
- Integer Group
- LLKFB
- Organic
- Rapp Worldwide
- Russ Reid Co.
- Targetbase
- TracyLocke
- U.S. Marketing & Promotions

### Agencias especializadas
- Bernard Hodes Group
- Changing Our World, Inc.
- Cline Davis & Mann
- Corbett Accel Healthcare Group
- Dieste, Harmel & Partners
- Doremus & Co.
- Eden Communications Group
- Fuse
- Gutenberg Networks
- Harrison & Star Business Group
- Interbrand
- Ketchum Directory Advertising
- KPR
- Lyons Lavey Nickel Swift
- Recruitment Enhancement Services
- M/A/R/C Research
- Millsport
- Davie-Brown Entertainment
- ipsh!
- The Marketing Arm
- Image Plus Creative Communication